# Burkhard Ebert
Pour les articles homonymes, voir Ebert.
Burkhard Ebert (né le 4 juillet 1942 à Berlin) est un coureur cycliste allemand. Il a participé deux fois aux Jeux olympiques. Aux Jeux de Tokyo en 1964, avec l'équipe unifiée d'Allemagne, il est 14e du contre-la-montre par équipes et 29e de la course sur route. Quatre ans plus tard aux Jeux de Mexico, avec l'équipe d'Allemagne de l'Ouest cette fois, il est huitième du contre-la-montre par équipes et douzième de la course sur route. Champion d'Allemagne de l'Ouest sur route amateur en 1968, il a remporté quatre fois le Tour de Berlin.

## Palmarès
- 1962
  - 3e du Tour de Berlin
- 1963
  - 2e du Circuit des mines
  - 3e du championnat d'Allemagne de l'Ouest du contre-la-montre par équipes
- 1964
  -  Champion d'Allemagne de l'Ouest du contre-la-montre par équipes
  - Tour de Düren
  - 3e du championnat d'Allemagne de l'Ouest sur route amateur
- 1965
  -  Champion d'Allemagne de l'Ouest du contre-la-montre par équipes
  - Tour de Cologne
  - 2e du championnat d'Allemagne de l'Ouest de poursuite par équipes
  - 8e du championnat du monde sur route amateurs
- 1966
  - Tour de Berlin
- 1967
  - Tour de Berlin
  -  Champion d'Allemagne de l'Ouest du contre-la-montre par équipes
  - 6eb étape du Circuit des Mines
- 1968
  -  Champion d'Allemagne de l'Ouest sur route amateur
  - Tour de Cologne
  - 2e du Tour de Berlin
- 1969
  - Tour de Berlin
  - Tour de Mainfranken
  - 1reb étape du Circuit des Mines
- 1970
  - Tour de Düren
- 1971
  - Tour de Berlin
    - Classement général
    - 3e étape

  - 2e du championnat d'Allemagne de l'Ouest du contre-la-montre par équipes